# PIDE
La Policia Internacional i de Defensa de l'Estat (en portuguès: Polícia Internacional e de Defesa do Estado o PIDE) va ser la policia secreta de l'Estado Novo en Portugal, liderat durant la seva major part per António de Oliveira Salazar. Com a tal va ser la principal eina de repressió utilitzada pel règim per aixafar qualsevol tipus d'oposició interna. El nom de PIDE va ser utilitzat entre 1945 i 1969, encara que se sol referir amb aquesta denominació a la policia política del règim durant tota la seva història.

## Història

### Orígens i primers anys
Els orígens de la Pide es remunten a 1933, any de la instauració oficial de l'Estado Novo. Sota la direcció del mateix Salazar, és creada la Policia de Vigilància i Defensa de l'Estat (PVDE), amb dues seccions principals:
- Secció de Defensa Social i Política, amb l'objectiu de reprimir accions d'oposició política, imposar censura, etc.
- Secció Internacional, utilitzada per controlar la immigració, deportacions i serveis secrets i d'intel·ligència.

En 1936 es va crear el camp de concentració de Tarrafal, a Cap Verd, sota control directe de la PVDE, com a lloc de destinació per als presos polítics portuguesos considerats més perillosos pel règim. Durant les més de quatre dècades de dictadura, 32 persones van ser assassinades en Tarrafal, que va ser conegut com el "camp de la mort lenta" pel cruels dels mètodes de tortura allí aplicats. A partir de 1936 i 1937, amb la Guerra Civil Espanyola com a context i un atemptat fallit contra Salazar per part de militants anarquistes, es va accentuar la repressió, especialment contra el Partit Comunista Portuguès (PCP).
Són rebuts diversos instructors alemanys i italians, que intenten adaptar la PVDE a l'estructura i mètodes de la Gestapo. Durant la Segona Guerra Mundial, Portugal es converteix en el país de l'espionatge, a causa de l'exili d'importants personalitats en el seu si, i a la col·laboració entre la PVDE i la Gestapo.

### Els anys de la PIDE

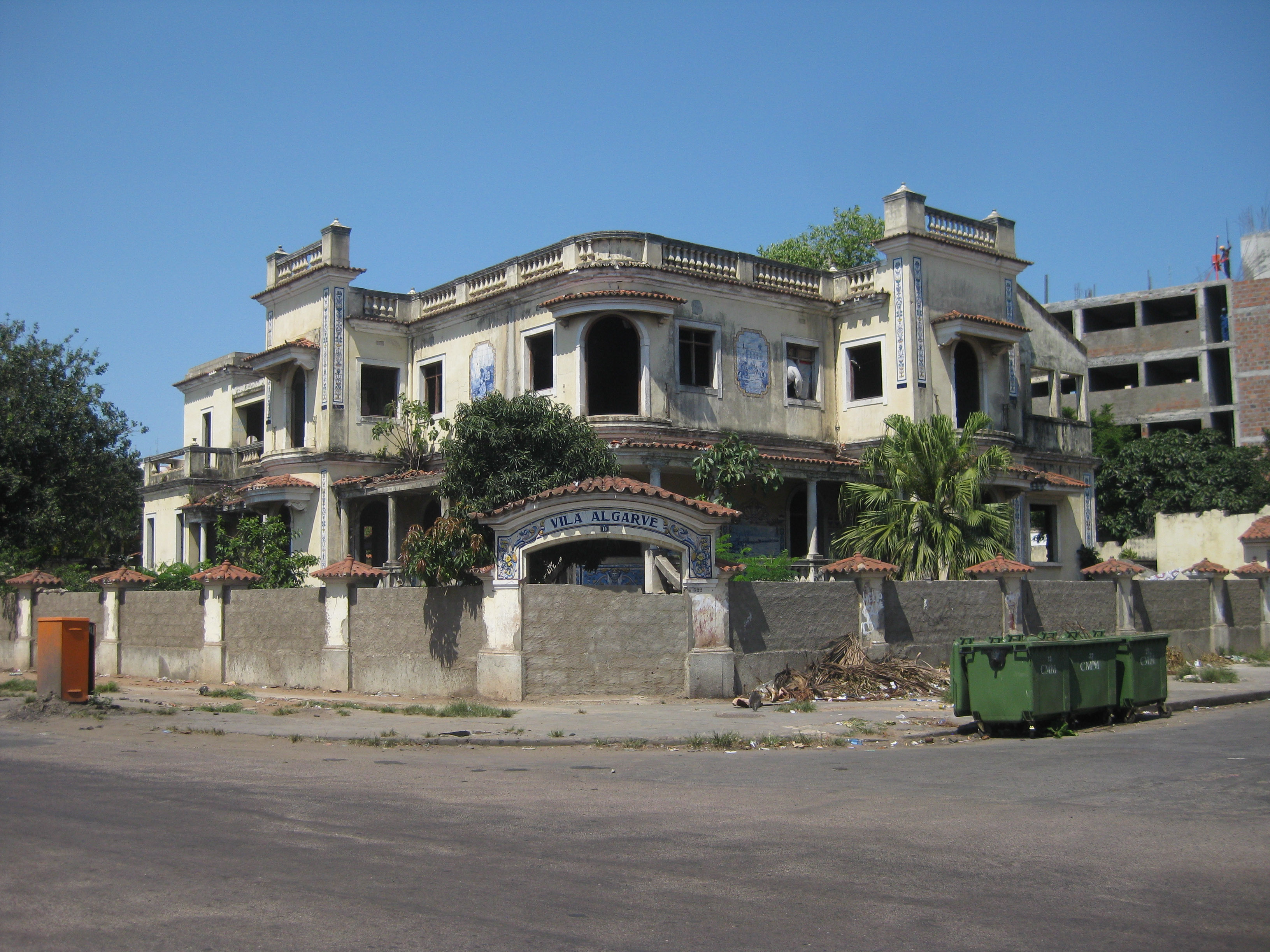
Vila Algarve, antiga presó de la PIDE en Maputo (Moçambic).

En 1945, la PVDE és dissolta i substituïda per la PIDE,que a partir de llavors fixa com el seu model a Scotland Yard. Es converteix en una secció de la Polícia Judiciária (Policia Judicial), i segueix mantenint el seu status d'aparell de repressió del règim salazarista. La PIDE, igual que la PVDE, es va dividir en dues seccions principals:
- Funcions administratives (que incloïen serveis d'immigració)
- Funcions criminals (repressió i seguretat de l'Estat)

La PIDE és considerada per molts analistes com un dels serveis secrets més efectius i funcionals de la història. Amb cel·les secretes a tot el territori portuguès, va aconseguir infiltrar-se en tots els moviments opositors, com el Partit Comunista o els moviments independentistes d'Angola i Moçambic. Explicava així mateix amb centenars de col·laboradors civils, els anomenats bufos, que actuaven com a espies entre la població. Això li feia capaç de controlar cada aspecte de la vida diària de Portugal. A causa d'això, milers de portuguesos van ser arrestats i torturats a les presons de la PIDE. A partir de la guerra en les colònies d'Àfrica, la PIDE va intensificar la seva activitat.
L'acció repressora de la PIDE comptava amb l'assistència d'una xarxa de confidents i informadors que s'estenia per tot el país. No obstant això, malgrat la duresa de la seva repressió, "les detencions i la tortura mai van aconseguir les proporcions de la Espanya franquista".
En 1969, Marcelo Caetano (successor de Salazar) reanomenà la PIDE com a  	Direção-Geral de Segurança (DGS), en un intent més d'aparèixer davant la creixent oposició a la dictadura com una mesura "democratitzadora" i de progressiva reducció de la repressió interna.

### Revolució dels Clavells i desaparició
El final de la PIDE va coincidir amb un dels successos més dramàtics de la Revolució dels Clavells, el 25 d'abril de 1974. En plena insurrecció, milers de manifestants van envoltar la seu de la PIDE/DGS, al carrer António María Cardoso de Lisboa. Allí s'atrinxeraven com a últim bastió de la dictadura desenes d'agents secrets, que van obrir foc contra la multitud, assassinant quatre manifestants. Aquesta va ser l'última i gairebé l'única resistència de sectors del règim contra la Revolució. Aquest mateix dia la detestada policia política va ser dissolta oficialment. En els dies posteriors al 25 d'abril van ser destruïts milers d'arxius i molts alts agents de la PIDE van fugir a la Espanya franquista. Alguns altres arxius van ser capturats pel Partit Comunista i lliurats al KGB soviètic.
Després del triomf de la Revolució, la ira popular es va estendre en tot Portugal contra els col·laboradors de la PIDE, els bufos, assenyalats i linxats als carrers. No obstant això, a les colònies va seguir actuant durant alguns anys amb el nom de Policia d'Informació Militar.
Una comissió governamental va procedir a la dissolució de la PIDE/DGS després de la Revolució i va arxivar tota la seva documentació en l'Arxiu Nacional de Torre do Tombo. Les seves pàgines poden ser consultades, però encara no es té accés als noms dels seus agents i alts càrrecs. No obstant això, el nou règim democràtic va castigar o va purgar als seus antics membres. Els únics agents de la PIDE jutjats van ser els responsables de l'assassinat del dirigent opositor Humberto Delgado, foren condemnats in absentia i la condemna encara no han complert.
L'últim cap de la PIDE va ser el major Jose Silva Pais, que després de romandre a la presó acusat de l'assassinat d'Humberto Delgado fins a 1980 va ser deixat en llibertat per motius de salut, i va morir un any després.